# Sallen
Sallen és un municipi francès situat al departament de Calvados i a la regió de Normandia. L'any 2007 tenia 276 habitants.

## Demografia

### Població
El 2007 la població de fet de Sallen era de 276 persones. Hi havia 97 famílies de les quals 20 eren unipersonals (12 homes vivint sols i 8 dones vivint soles), 32 parelles sense fills i 45 parelles amb fills.
La població ha evolucionat segons el següent gràfic:
Habitants censats

### Habitatges
El 2007 hi havia 127 habitatges, 97 eren l'habitatge principal de la família, 27 eren segones residències i 2 estaven desocupats. 124 eren cases i 1 era un apartament. Dels 97 habitatges principals, 83 estaven ocupats pels seus propietaris i 14 estaven llogats i ocupats pels llogaters; 5 tenien dues cambres, 20 en tenien tres, 24 en tenien quatre i 48 en tenien cinc o més. 70 habitatges disposaven pel capbaix d'una plaça de pàrquing. A 33 habitatges hi havia un automòbil i a 54 n'hi havia dos o més.

### Piràmide de població
La piràmide de població per edats i sexe el 2009 era:
| Homes | Edats   | Dones |
| ----- | ------- | ----- |
| 0     | 95 o +  | 0     |
| 0     | 90 a 94 | 0     |
| 0     | 85 a 89 | 0     |
| 0     | 80 a 84 | 0     |
| 12    | 75 a 79 | 0     |
| 4     | 70 a 74 | 16    |
| 0     | 65 a 69 | 12    |
| 4     | 60 a 64 | 4     |
| 4     | 55 a 59 | 0     |
| 12    | 50 a 54 | 12    |
| 8     | 45 a 49 | 0     |
| 8     | 40 a 44 | 16    |
| 4     | 35 a 39 | 12    |
| 8     | 30 a 34 | 8     |
| 0     | 25 a 29 | 8     |
| 0     | 20 a 24 | 12    |
| 12    | 15 a 19 | 8     |
| 4     | 10 a 14 | 16    |
| 20    | 5 a 9   | 4     |
| 4     | 0 a 4   | 8     |

## Economia
El 2007 la població en edat de treballar era de 178 persones, 122 eren actives i 56 eren inactives. De les 122 persones actives 111 estaven ocupades (63 homes i 48 dones) i 11 estaven aturades (4 homes i 7 dones). De les 56 persones inactives 15 estaven jubilades, 24 estaven estudiant i 17 estaven classificades com a «altres inactius».

### Ingressos
El 2009 a Sallen hi havia 98 unitats fiscals que integraven 263 persones, la mediana anual d'ingressos fiscals per persona era de 15.748 €.

### Activitats econòmiques
Dels 6 establiments que hi havia el 2007, 1 era d'una empresa extractiva, 4 d'empreses de construcció i 1 d'una empresa d'hostatgeria i restauració.
Dels 4 establiments de servei als particulars que hi havia el 2009, 1 era un paleta, 1 lampisteria i 2 electricistes.
L'any 2000 a Sallen hi havia 22 explotacions agrícoles que ocupaven un total de 900 hectàrees.

## Poblacions més properes
El següent diagrama mostra les poblacions més properes.